# Bulldozer Exhibition
Bulldozer-Ausstellung (russ. Бульдозерная выставка) war eine der bekanntesten und wichtigsten öffentlichen Veranstaltungen der inoffiziellen Kunst in der UdSSR.
Die Aktion war von Moskauer und Leningrader Avantgardekünstlern organisiert, deren künstlerisches Schaffen weit über die Grenzen des ästhetischen Programms des Sozialistischen Realismus hinausging. Die Missachtung der offiziellen Doktrin der sowjetischen Kunst führte zu Nichtanerkennung und Verfolgung der Künstler.

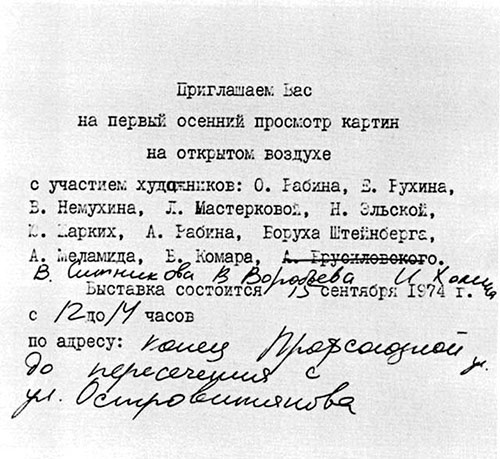
Einladungsschreiben für Ausstellung

Die Ausstellung fand am 15. September 1974, am Rande von Moskau, im Ort Beljajewo, im Freien, statt. Sie wurde von der Regierung, unter Beteiligung einer großen Anzahl von KGB-Beamten und Milizionären sowie unter Einsatz von Wasserwerfern und Planierraupen brutal zerstört, wodurch die Bezeichnung „Bulldozer-Ausstellung“ aufkam.
Die Organisatoren der Ausstellung waren Alexander Gleser (Sammler), Oscar Rabin (Vertreter der inoffiziellen Kunst in Moskau) und Youri Jarki (Jarkikh) (Vorreiter der Leningrader Avantgarde).
Kurz davor versuchte Youri Jarki (Jarkikh) und Alexander Rabin (Sohn von Oskar Rabin) erfolglos eine Erlaubnis vom Moskauer Sowjet für diese Ausstellung zu erhalten (sie bekamen keine Absage, aber auch keine Erlaubnis).
Die Initiativgruppe der Künstler beschlossen daraufhin in Beljajewo ihre Gemälden auszustellen und unterzeichneten ein Einladungsschreiben: Oscar Rabin, Jewgenij Ruchin, Wladimir Njemuchin, Lidja Mastjerkowa, Nadjeschda Elskaja, Youri Jarki (Jarkikh), Alexander Rabin, Boruch Stejnberg, Alexander Melamid, Witalij Komar, Wassilij Sitnikow, Walentin Worobjow und Dichter Igor Holin.
Es wurden Verwandte, Freunde der Künstler sowie Journalisten westlicher Nachrichtenagenturen und Diplomaten eingeladen.
Die Behörden reagierten gewaltsam. Dutzende Angestellte vom KGB und dem Innenministerium (Milizionäre) in Trainingsanzügen und in Zivilkleidung begannen, unter Einsatz von Wasserwerfern, Baggern und Bulldozern die versammelten Künstler und Zuschauer zu bedrängen. Die Angreifer zerstörten die Bilder, schlugen zu und verhafteten viele Künstler.
Alexander Gleser und Youri Jarki (Jarkikh) gaben noch am selben Tag eine Pressekonferenz für ausländische Journalisten. Diese Nachricht schockierte die ganze Welt und rettete die Künstler vor weiterer Willkür der Staatsmacht. Zum ersten Mal wurden die Avantgardekünstler als Nonkonformisten bezeichnet.
Die Bulldozer-Ausstellung gilt bis heute als eine der wichtigsten sozialen und politischen Aktionen in der UdSSR. Eine politische Herausforderung für das repressive Regime und der Versuch das Recht auf eine freie Existenz von Künstlern sowie ihre eigenen Ausstellungen zu verteidigen.
Nach diesem Ereignis, das eine große Resonanz in der ausländischen Presse hervorgerufen hatte, waren die sowjetischen Behörden zu Zugeständnissen gezwungen und erlaubten Ausstellungen in Ismailowo (Moskau, 1974) sowie im Haus der Kultur Gaza (Leningrad, 1974) und im Haus der Kultur "Newskij" (Leningrad, 1975).
Der sozialistische Realismus als offizielle Doktrin dominierte die sowjetische Kunst bis zum Zusammenbruch der UdSSR im Jahr 1991.